# Кристал (модул на Мир)
Кристал (на английски: Kristall) e четвъртият модул на орбиталната станция „Мир“. Първоначално се наричал „Квант-3“. Изстрелян е на 31 май 1990 г. Скачва се със станцията на 10 юни 1990 г. в автоматичен режим. Системата за управление на модула е разработена от НПО „Електроприбор“ – Харков.

## Описание
Модулът имал няколко пещи за обработка на материали. Сред тях са „Кратер-5“ и „Оптизон-1“. Модулът носи оборудване за продължаване на експериментите, започнати на модула Квант-1. Слънчевите батерии на модула се отличават от другите на станцията и са сглобяеми. Те можели да бъдат разгърнати и демонтирани няколко пъти. Една слънчева батерия на Кристал е свалена и монтирани на модула Квант-1 през 1995 г. По-късно е свалена от орбита през 1997 г. Кристал също така имал и шест жироскопа.
Списък експерименти:
- Кратер-5, Оптизон-1 и КСК-1 – пещи за материали и кристализатор
- Букет – гама-спектрометър
- Глазар – 2 ултравиолетови телескопа за космически лъчеви изследвания
- Гланар – астрофизически спектрометър
- Марина – гама-телескоп
- Мария – магнитен спектрометър
- Природа-5 – комплект от 2 лентови фотокамери КФА-1000

## Програма Мир – Шатъл
По програмата Мир-Шатъл към модула Кристал по време на експедиция STS-71 е скачен т. нар. „Скачващ модул“ за осигуряване на скачванията на совалките със станцията.

## Галерия
- Системата за скачване „APAS-89“.
- Схема на модула „Кристал“.
- Разрез на модула „Кристал“.
- Конфигурация на комплекса Мир след скачването на „Кристал“.